# Sarcosina
La sarcosina, detta anche N-metil glicina, è un intermedio della produzione e sottoprodotto della degradazione dell'amminoacido glicina. È quindi un derivato amminoacidico naturale che si ritrova in molti tessuti, come ad esempio muscoli e sistema nervoso, ma anche in molti alimenti. Ricopre diversi ruoli biologici.

## Metabolismo
La sarcosina viene sintetizzata essenzialmente per due vie: a partire dalla metionina per azione della glicina N-metiltransferasi (GMNT, la cui attività sembra essere modulata dalla presenza di glicina), che utilizza un gruppo metilico proveniente dalla S-Adensosil Metionina donandolo alla glicina
S-adenosil-L-metionina + glicina ⇄ S-adenosil-L-omocisteina + sarcosina
o può venire prodotta anche a partire dalla colina.
Viene invece metabolizzata principalmente dalla sarcosina deidrogenasi (SARDH), un enzima estensivamente espresso nel fegato ma non nel cervello e che la converte in glicina, o dalla Acido Pipecolico Ossidasi (PIPOX).
Dato che è coinvolta nella conversione della SAMe in S-Adenosil Omoisteina, la sarcosina è coinvolta nella regolazione ed omeostasi delle reazioni di metilazione e nella regolazione delle concentrazioni di metionina (il cui eccesso si è visto indurre l'attività dell'enzima GNMT).
Venendo rapidamente degradata a glicina, che svolge ruolo fondamentale in molti processi metabolici fondamentali, è in grado di influenzare numerosi metabolismi.

## Ruolo biologico e potenziale terapeutico
Il meccanismo d'azione della sarcosina non è stato ancora del tutto delucidato ma si è dimostrata in grado di interagire su target metabolici eterogenei, mostrando un potenziale terapeutico in alcune patologie.

### Sistema nervoso centrale
I recettori NMDA del cervello (una sottopopolazione dei recettori per il glutammato) possiedono un sito di legame per la glicina che è apparso essere un potenziale target terapeutico per stimolare la trasmissione glutamminergica ma comportando un minore rischio di eccitotossicità rispetto ad altri interventi farmacologici svolti con lo stesso scopo. La sarcosina sembra essere un agonista dei recettori del glutammato (EC50 di 26+/-3nM) agendo su di essi in maniera similare alla glicina e alla D-Serina, cioè per azione sul sito di legame per la glicina. Rispetto alla glicina (EC50 di 61+/-8nM) appare legarlo con una affinità minore ma a differenza di questa, appare più efficace nello stimolare l'influsso di calcio nel neurone, per cui a parità di stimolazione del recettore, è un più efficace attivatore della trasmissione glutaminergica.
La sarcosina agisce inoltre come un inibitore del trasportatore 1 della glicina (GlyT1 reuptake inhibitor a concentrazioni di sarcosina 40-150µM; è presente nelle cellule gliali e che permette la regolazione delle concentrazioni di glicina) e debole agonista dei recettori della glicina (che attiva con una potenza molto minore rispetto a questa, con un EC50 di 3.2+/-0.7mM). Ciò porta ad un incremento della trasmissione glicinergica. Questa inibizione avviene nel range di concentrazioni di 40-150µM.

#### Ruolo terapeutico
Una delle cause della schizofrenia sembra essere una alterazione del funzionamento del sistema glutaminergico mediato dai recettori NDMA (l'antagonismo a tale recettore è noto esacerbarne i sintomi, mentre l'agonismo al sito modulatorio della glicina, ad esempio esercitato dalla D-Serina, è noto ridurne i sintomi). La clozapina, un antipsicotico utilizzato nel trattamento della schizofrenia, agisce tra l'altro anche sul sistema della glicina e del glutammato. Gli inibitori del reuptake della glicina, come la sarcosina, sono stati perciò esplorati come agenti antipsicotici grazie alla loro capacità di incrementare il signalling mediato dall'NDMA e la trasmissione glicinergica.
Diversi studi hanno perciò indagato l'utilità della sarcosina nel trattamento della schizofrenia e si è visto che 2 grammi al giorno sono in grado di ridurre fino al 20% i sintomi della malattia (misurati con le scale BPRS e PANSS) rispetto al gruppo di controllo trattato con soli antipsicotici.
L'agonismo al sito di legame della glicina del recettore dell'NMDA e il blocco dell'attività del trasportatore della glicina si sono dimostrati in grado di migliorare le capacità cognitive sia di ratti giovani che anziani. La sarcosina è capace di attenuare i deficit cognitivi indotti dagli antagonisti del recettore NDMA. Si ritiene perciò che la sarcosina possa possedere un effetto procognitivo e mnestico anche negli umani.
L'inibizione del trasportatore 1 della glicina (GlyT1) è stato indagato come un nuovo target per il trattamento della depressione. Il citalopram, un farmaco utilizzato per il trattamento di questa patologia, è anch'esso un debole inibitore di tale trasportatore. In tal senso, la sarcosina è un inibitore più potente. La sarcosina, in analogia al composto correlato D-Serina, potrebbe essere utile nella disuassefazione da cocaina.

### Cancro alla prostata
La sarcosina urinaria è stata proposta come biomarker per il cancro alla prostata, dato che in questi pazienti risulta elevata, così come risulta sovrapprodotta nelle cellule cancerose. Altri studi recenti hanno però messo in discussione la validità di tali osservazioni.
La proteina oncogenica HER2/neu, la cui sovraespressione è associata a numerose forme tumorali, viene indotta da alte concentrazioni intracellulari (1500 µM) di sarcosina.
Il suo uso, in via precauzionale, può quindi non essere raccomandato nei pazienti affetti da tale patologia, anche se non vi sono prove evidenti di un suo effetto pro-oncogeno o sul decorso della malattia.

## Tossicità
La sarcosina non possiede tossicità nota, nemmeno ai dosaggi più elevati, tant'è che la sarcosinemia, una malattia autosomica recessiva che porta all'accumulo di sarcosina a causa di difetti nei suoi metabolismi di degradazione, è una patologia benigna senza particolari conseguenze.